# Comephorus baikalensis
Comephorus baikalensis, trivialnamn fettulk, är en fiskart som först beskrevs av Pallas 1776.  Comephorus baikalensis ingår i släktet Comephorus och familjen Comephoridae. Inga underarter finns listade i Catalogue of Life.
De största exemplaren som troligen är hanar är 21 cm långa.
Arten förekommer endemisk i Bajkalsjön. Den simmar ibland nära vattenytan och den kan dyka till ett djup av cirka 1 600 meter. Vid slutet av vintern i januari och februari vistas Comephorus baikalensis ofta vid ett djup av 150 till 250 meter. Under mars och april hittas individerna vanlig närmare vattenytan vid ett djup av 100 till 120 meter. Comephorus baikalensis lever längre bort från strandlinjen. Honor lägger sina ägg mellan juli och oktober. Denna fisk innehåller cirka 25 procent fett. När arten dör sjunker den inte till sjöns botten utan den driver på vattenytan där den kan frysa fast i isflak.
Födan utgörs av märlkräftor som Macrohectopus branickii. Dessutom äts små fiskar.